# Lampona gilles
Lampona gilles is een spinnensoort uit de familie Lamponidae. De soort komt voor in Zuid-Australië.